# Institut für Staatspolitik

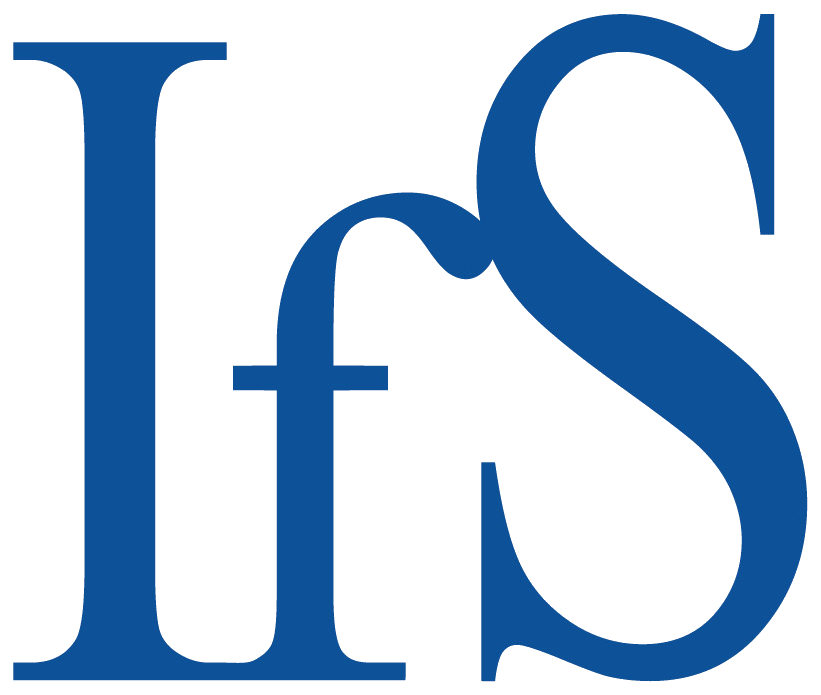
Logo des Instituts für Staatspolitik

Das Institut für Staatspolitik (IfS) war eine von 2000 bis 2024 bestehende private Einrichtung, die nach eigenen Angaben als Organisations- und Aktionsplattform für neurechte Bildungsarbeit dienen sollte. Es galt als maßgebliche Denkfabrik der Neuen Rechten. Das Bundesamt für Verfassungsschutz und der Landesverfassungsschutz Sachsen-Anhalt stuften die Gruppierung als „gesichert rechtsextrem“ und als verfassungsfeindlich ein. Das Institut war verbunden mit dem gemeinnützigen Verein für Staatspolitik. Seit 2024 firmieren Nachfolgeorganisationen unter den Namen Menschenpark Veranstaltungs UG und Metapolitik Verlags UG, wo die Zeitschrift Sezession erscheint.

## Geschichte
Das Institut wurde im Mai 2000 von Götz Kubitschek, Karlheinz Weißmann und dem Rechtsanwalt Stefan Hanz gegründet. Die Gründer gehörten zum Umfeld der Wochenzeitung Junge Freiheit, mit der das Institut bis 2014 eng zusammenarbeitete. Zusammen mit dem IfS gründete Kubitschek den Verlag edition antaios, den er leitet. Sitz des Instituts und Verlages war anfangs Bad Vilbel (Hessen), seit 2003 sind beide in Schnellroda (Sachsen-Anhalt) angesiedelt. Im Dezember 2012 wurde eine Berliner Zweigstelle des Instituts eröffnet.
Seit 2003 vertrieb die Edition Antaios (seit 2012 Verlag Antaios) das Magazin Sezession sowie thematische „Studien“ und „Sonderhefte“, etwa zu Pegida. Hinzu kam 2010 der Autorenblog Netz-Tagebuch Sezession im Netz (sezession.de). Anlässlich der 50. Ausgabe der Sezession organisierte Kubitschek für den 6. Oktober 2012 und erneut 2013 in Berlin eine „konservative Medienmesse“ namens „Zwischentag“. Danach übergab er deren Organisation an Felix Menzel.
2009 kam es zu einem Konflikt des IfS mit der Jungen Freiheit um den Ausdruck „Neue Rechte“. Während Dieter Stein, Chefredakteur der Jungen Freiheit, diesen als Selbstbezeichnung seitdem ablehnt, hielt das IfS an ihm fest. Hinzu kamen Differenzen um die damals noch rechtspopulistische Partei Alternative für Deutschland (AfD): Während die Junge Freiheit die AfD unterstützte, lehnte Kubitschek sie wegen des Kurses von Bernd Lucke ab. Infolge dieser Differenzen trat Karlheinz Weißmann im April 2014 als Leiter des Instituts zurück. Ab Oktober 2014 unterstützte Kubitschek im innerparteilichen Machtkampf der AfD Björn Höcke.
Wie das Bundesamt für Verfassungsschutz im April 2020 dem Spiegel sowie der taz bestätigte, steht das IfS unter Beobachtung des Verfassungsschutzes, der es zum Rechtsextremismus-Verdachtsfall erklärte. Es lägen „Anhaltspunkte für Bestrebungen gegen die freiheitliche demokratische Grundordnung“ vor. Monate zuvor hatte Verfassungsschutzpräsident Thomas Haldenwang dem Institut vorgeworfen, „ideologische Tabuzonen im politischen Diskurs abzubauen“. Das Bundesamt kann nun auch nachrichtendienstliche Mittel gegen das Institut einsetzen.
In verschiedenen Quellen wird das IfS fälschlicherweise als Institut für Staatsforschung bezeichnet.
Im Oktober 2021 stufte der Landesverfassungsschutz Sachsen-Anhalt das IfS als „gesichert rechtsextreme Gruppierung“ ein. Die Behörde attestiert dem IfS eine „rassistische und biologistische Sichtweise“ und stuft ihre Ausrichtung so ein, dass sie sich gegen die freiheitlich-demokratische Grundordnung richte. Im März 2023 scheiterte Kubitschek vor dem Verwaltungsgericht Magdeburg mit einem Eilantrag, das IfS aus dem Landesverfassungsschutzbericht 2020 für Sachsen-Anhalt streichen zu lassen. Laut Gericht verfolgt Kubitschek „der Sache nach einen völkisch-abstammungsmäßigen Volksbegriff“.
Im Mai 2024 gab Götz Kubitschek die Auflösung von Verein und Institut bekannt. Das neurechte Magazin Sezession wurde an das neugegründete Unternehmen Metapolitik Verlags-UG (haftungsbeschränkt) übertragen, das dem ehemaligen Institutsleiter Erik Lehnert gehört. Des Weiteren wurde durch Kubitschek eine Unternehmergesellschaft Menschenpark gegründet, die die Durchführung von Veranstaltungen zum Zweck habe. Aus Sicht des taz-Redakteurs Konrad Litschko erscheint die Auflösung als eine taktische Maßnahme, die einem möglichen Verbot und damit einhergehenden Durchsuchungen und Beschlagnahmungen sowie Verboten von Nachfolgeorganisationen zuvorkommen würde.

## Ziele und Veranstaltungen
Das Institut bezeichnete als sein Kernthema die „staatspolitische Ordnung“, unterteilt in fünf „Arbeitsfelder“: „Staat und Gesellschaft“, „Zuwanderung und Integration“, „Politik und Identität“, „Erziehung und Bildung“ und „Krieg und Krise“. Dazu veranstaltete es Tagungen („Akademien“ sowie „Kongresse“), die z. T. in Berlin durchgeführt werden („Berliner Kolleg“; „Staatspolitische Salons“) und Wochenendseminare („Collegium Dextrum“).
Das IfS versuchte mit regelmäßigen „Sommer- und Winterakademien“ den „wissenschaftlichen Nachwuchs“ einer „volksbewussten“ politischen Elite zu fördern. Diese Veranstaltungen dienten dem Austausch und der stärkeren Vernetzung in der rechtsextremen Szene. Das IfS betrieb damit eine Ideologie- und Strategiebildung, um Nationalkonservative und Rechtsextremisten zu verbinden und ihren Einfluss auf tagespolitische Debatten zu steigern. Seine Veranstaltungen wurden von Personen aus einem breiten Spektrum neurechter Politik besucht, darunter auch Funktionsträger und Aktivisten der Nationaldemokratischen Partei Deutschlands (NPD) und ihrer Nachwuchsorganisation Junge Nationaldemokraten (JN) sowie der Identitären Bewegung. Die zweimal im Jahr stattfindenden Akademien richten sich an Teilnehmer unter 35 Jahren, dienen also der Nachwuchsförderung und Kader-Schulung. Frühere NPD-Mitglieder wie Florian Röpke, Arne Schimmer und andere haben oder hatten direkte Verbindungen zum IfS.

## Zeitschrift und WeblogSezession
Von April 2003 bis zu Selbstauflösung gab das IfS die Zeitschrift Sezession und die Wissenschaftliche Reihe sowie seit 2011 die Berliner Schriften zur Ideologienkunde heraus. Bis Ende 2006 erschien die Sezession als Vierteljahresperiodikum, seit der Nummer 16 vom Februar 2007 im Zweimonatsrhythmus. Die das Magazin begleitende Webseite (sezession.de) wurde im Februar 2009 in einen Blog umgewandelt.
Dem Historiker Volker Weiß (2017) zufolge bildete die Zeitschrift samt IfS und dem Verlag Antaios ursprünglich ein gemeinsames „jungkonservatives Kartell“ mit der Jungen Freiheit. Ab etwa 2010 habe die Sezession jedoch einen neofaschistischen Kurs eingeschlagen. Einhergegangen sei dieser mit einer offenen Bewunderung für die italienische CasaPound, in welcher der Kreis um Kubitschek „endlich die ersehnte Verbindung heroisch-männlicher Haltung und revolutionärer Dynamik mit der Ästhetik einer Bewegung“ vorfand.

## Leitung und Redaktion
Seit April 2014 leitete Weißmanns vormaliger Mitarbeiter Erik Lehnert das Institut allein. Zusammen mit Götz Kubitschek bildete er außerdem den Vorstand des Trägervereins.
Verantwortlicher Redakteur der Sezession war Götz Kubitschek. Weitere Redakteure waren seine Frau Ellen Kositza, Erik Lehnert und Wolfgang Dvorak-Stocker. Letzterer ist Geschäftsführer des Leopold Stocker Verlags und Herausgeber der Zeitschrift Neue Ordnung, die von Kritikern als „Brückenbauorgan zum Rechtsextremismus“ mit „antisemitischer Tendenz“ beurteilt wird, in der regelmäßig auch Artikel von eindeutig rechtsextremistischen Autoren veröffentlicht würden. Weißmann und Kubitschek waren zum Zeitpunkt der Gründung des Instituts Mitglieder der Deutschen Gildenschaft.

## Einordnungen

### Neue Rechte
Die Bundesregierung rechnet der „Neuen Rechten nur Rechtsextremisten und deren Gruppierungen und Publikationen zu“, unabhängig davon, „dass solche Publikationen und Einrichtungen sich selbst als Teil einer – nach anderen Kriterien definierten – sog. Neuen Rechten sehen.“ In der Antwort aus dem Jahr 2007 auf eine Große Anfrage der Bundestagsfraktion Die Linke ordnete die Bundesregierung die Publikationen des IfS daher nicht der Neuen Rechten und dem rechtsextremen Spektrum zu, da tatsächliche Anhaltspunkte für „ziel- und zweckgerichtete Bestrebungen gegen die freiheitliche demokratische Grundordnung“ nicht vorlägen.
Dagegen sieht der Zeitgeschichtler Volker Weiß keine inhaltlichen Unterschiede zwischen dem Institut mit seinem institutionellen Umfeld und der NPD mit ihrem Umfeld. Da diese ebenfalls das Etikett „neurechts“ beanspruche, sei das Verhältnis zum IfS eine Frage von „Aufmachung und Niveau“. Eine scharfe Trennung der Protagonisten sei nicht möglich. Es gebe mehr Verbindendes als Trennendes. Er rechnet daher auch das Institut der „äußersten deutschen Rechten“ zu.
Die Versuche des IfS, zusammen mit ähnlichen Institutionen eine Theoriebildung und Intellektualisierung im Rechtsextremismus zu fördern, werden bisher als wenig erfolgreich und eher als Selbstinszenierung eingestuft. Von Einzelfällen abgesehen gelang es dem IfS nicht, die eigenen politischen Inhalte über den Bereich von Jugendkulturen, Teilen der Burschenschaften und Vertriebenenverbände hinaus in der Gesellschaft zu verbreiten.
Laut dem Historiker André Postert (2020) sind die „Leitplanken im Weltbild, die durch Bezug auf die ‚Konservative Revolution‘ der Weimarer Republik unverrückbar schienen, […] nicht mehr so unumstößlich wie früher“. Der „intellektuelle Elitarismus“ weiche „vermehrt einem aktivistischen Gestus“. Von dem „Stände- und Elitenstaat ihrer Vordenker oder einer Expertenherrschaft“ rede man „im IfS-Umfeld zumindest öffentlich vergleichsweise seltener; dafür ist mehr von Klassen die Rede – vermeintlich entrechtetes Volk unten, herrschende Klasse oben“.

### Weitere
In den Fällen, in denen sich die Landesämter und das Bundesamt für Verfassungsschutz (VS) zu dem Institut und seinem Umfeld äußerten, blieben ihre Bewertungen vorerst zurückhaltend. Das Landesamt für Verfassungsschutz Nordrhein-Westfalen bemerkte 2002, das IfS beziehe sich auf antidemokratische Ideologen, insbesondere solche der Konservativen Revolution. Es informierte aber in seinem jährlichen Bericht seit dem „Junge-Freiheit-Urteil“ von 2005 nicht mehr über etwaige geheimdienstliche Beobachtungen und ihre Ergebnisse. 2020 wurde bekannt, dass das IfS unter anderem wegen der Verbindungen zum völkischen „Flügel“ der Alternative für Deutschland und weiteren Rechtsextremisten als Verdachtsfall des VS gilt. Der Bundesverfassungsschutz stellte in zwei Beiträgen des IfS aus dem Jahr 2021 antisemitische „pauschalisierende Erklärungsmuster und Stereotype“ fest, wenn beispielsweise „das Bild einer einflussreichen jüdischen Minderheit gezeichnet“ oder „die Existenz ‚israelischer Lobbygruppen‘“ behauptet werde. Ende April 2023 folgte die Einstufung als gesichert rechtsextrem.
Nach Einschätzung des Soziologen Matthias Quent nahm das IfS eine „Scharnierfunktion ein zwischen der extremen Rechten und der demokratischen Rechten“. Ideologischer Bezugspunkt des Instituts sei „die antidemokratische, antiegalitäre und antiliberale ‚konservative Revolution‘“. Selbst gesetzter Auftrag sei es dabei nach den Angaben des Mitgründers Kubitschek gewesen, einen „geistigen Bürgerkrieg“ um die „Existenz der Nation“ zu führen.
Demgegenüber standen für den Politikwissenschaftler und früheren, langjährigen Referatsleiter in der Abteilung Rechtsextremismus im Bundesamt für Verfassungsschutz Armin Pfahl-Traughber die Mitarbeiter des Instituts für Staatspolitik wie auch die Autoren der Jungen Freiheit beispielhaft für eine neurechte Form der „geistigen Aufrüstung“, die sich von der „Fundamentalismus-Variante“, auf die NPD-Orientierte ansprächen, mit einer „Mimikry-Variante“ abgrenze. Man gebe sich nur gemäßigter, „um so breiter in die Öffentlichkeit hinein wirken zu können“.
Der Historiker Volker Weiß sieht in Betrachtung von Junger Freiheit und Institut eine Parallele zum völkisch-nationalen Lager in der Weimarer Republik. Es habe zwischen „faschismusaffinen Jungkonservativen und der NSDAP“ eine Konkurrenz um den Führungsanspruch gegeben, aber insgesamt mehr Gemeinsamkeit als Differenz. Das wiederhole sich.
Das von der Landeszentrale für politische Bildung NRW unterstützte Präventions-Projekt ReX des nordrhein-westfälischen Aktuellen Forums sieht in „neurechten Institutionen wie dem ‚Institut für Staatspolitik‘“ eine „Gefahr“, und zwar insbesondere deshalb, weil deren Konzept „Wirkung […] auf das neonazistische und subkulturelle Spektrum“ habe, wie „die ‚Nationalen Sozialisten‘, die ‚Autonomen Nationalisten‘ und die ‚Nationalanarchisten‘ erkennen ließen“.